# Grzegorz Schroeder
Grzegorz Marek Schroeder (ur. 1950) – polski chemik, dr hab. nauk chemicznych, profesor zwyczajny Zakładu Chemii Supramolekularnej Wydziału Chemii Uniwersytetu im. Adama Mickiewicza w Poznaniu.

## Życiorys
W 1973 uzyskał tytuł magistra, natomiast w 1977 obronił pracę doktorską, otrzymując doktorat, a w 1988 uzyskał stopień doktora habilitowanego. 14 kwietnia 1997 otrzymał tytuł naukowy profesora w zakresie nauk chemicznych.
Pełni funkcję członka Komitetu Chemii III Wydziału Nauk Ścisłych i Nauk o Ziemi Polskiej Akademii Nauk, oraz profesora zwyczajnego w Zakładzie Chemii Supramolekularnej na Wydziale Chemii Uniwersytetu im. Adama Mickiewicza w Poznaniu.
Był przewodniczącym Rady Naukowej w Instytucie Metali Nieżelaznych, Centralnego Laboratorium Akumulatorów i Ogniw na Oddziale w Poznaniu i członkiem Komitetu Chemii III Wydziału Nauk Matematycznych, Fizycznych i Chemicznych PAN.

## Wybrane publikacje
- 1995: Kinetics and mechanism of proton transfer reactions from N-H acid to 1,2-bis(dialkylaminomethyl)benzene in acetonitrile[1]
- 1998: Solvent effects for proton transfer reaction from dimethyl(4-nitrophenyl)malonate to cis 1,2-bis(diethylaminomethyl)cyclohexane[1]
- 1998: Ekologiczne aspekty rozwoju produkcji kwasu siarkowego (VI)[1]
- 2004: Spektrometria mas – nowe techniki i zastosowania[1]
- 2004: The Abundances of Fragment Ions Formed via Skeletal Rearrangements from 2,5-Disubstituted-1,3,4-Oxadiazoles and their Theoretical Calculated Stabilities[1]
- 2006: Biological activity and ESI MS study of oxaalkyl and hydroksyoxaalkyl lasalocid esters. (IF-1,44)[1]
- 2006: Mass spectrometric and PM5 study of some piperidine-N-methyldiphosphonic acids and their complexes with alkali cations[1]
- 2006: The Silver (I)-complexes of Cyclic Polyamines with Pendant Arm Modification[1]
- 2010: Adsorption of metal ions on magnetic carbon nanomaterials bearing chitosan-functionalized silica[1]
- 2010: 3-Triphenylphosphonio-2,5-piperazinediones - new chiral glycine - cation equivalents[1]
- 2014: Application of mesoporous silica nanoparticles for drug delivery[1]
- 2017: Halloysite nanotubes as carriers of vancomycin in alginate-based wound dressing[1]